# Јадранско питање
Јадранско питање или Јадрански проблем, у периоду послије Првог свјетског рата, представља рјешавање судбине територија дуж источне обале Јадранског мора које су раније припадале Аустроугарској. Коријен проблема налази се у тајном Лондонском уговору, који је потписан за време рата (26. април 1915), али и у растећем национализму, посебно у италијском иредентизму и југословенству, што је на крају довело до стварања Југославије. Питање је било главна препрека крају Париске мировнке конференције, али је дјелимично рјешен Рапалским споразумом између Краљевине Италије и Краљевства Срба, Хрвата и Словенаца (12. новембар 1920).

## Позадина
Аустроугарска је изашла из рата 3. новембра 1918. године, када је наредила својим трупама да престану са борбеним дејствима. Примирје у Вили Ђусти, потписано је са Италијом тога дана, а ступило је на снагу 4. новембра, а 13. новембра је потписано примирје у Београду, Италије са својим савезницима на Балканском фронту. Италија је одмах почела да заузима територије које су јој уступљене уговором из 1915. године, а истовремено је јужнословенско становништво почело са образовањем месних самоуправа против аустроугарских власти и италијанске експанзије. Народно вијеће Словенаца, Хрвата и Срба основано је у Загребу 5-8. октобра 1918. године, а Држава Словенаца, Хрвата и Срба проглашена је 29. октобра и истог дана је Сабор, легитимни парламент Хрватске и Славоније, прогласио независност од Аустроугарске. Краљевство Срба, Хрвата и Словенаца образовано је 1. децембра у Београду сједињењем ове државе са Краљевином Србијом

## Докази

### Становништво
Главне доказе представила је Југославија јер је на тим територијама живело око седам милиона Словена, готово целокупно становништво.
| Мјесто            | Јужни Словени                                      | Проценти | Италијани                                         | Проценти |
| ----------------- | -------------------------------------------------- | -------- | ------------------------------------------------- | -------- |
| Далмација         | 610.669                                            | 96%      | 18.028                                            | 2,8%     |
| Ријека            | 15.687 26.602 укључујући Сушак                     | —        | 24.212 25.781 укључујући Сушак                    | —        |
| Горица и Градишка | 154.564                                            | 61%      | 90.009                                            | 36%      |
| Истра             | 223.318 Западна зона: 58.373 Источна зона: 135.290 | 57%      | 147.417 Западна зона: 129.903 Источна зона: 6.686 | 38%      |
| Трст              | 56.916                                             | 29,8%    | 118.959                                           | 62,3%    |

Од далматинских острва, Италијани су већину имали само на Лошињу. Када је залеђе Ријеке укључено заједно са њеним предграђем југословенска већина је повећана. Италијанске претензије на Горицу и Градишку су биле опште прихваћене, као и претензије на словеначка насеља око Фрулије.
На Конференцији угњетених народа у Риму (од 8. до 10. априлу 1918), Италија је пружила званичну подршку Крфској декларацији (20. јул 1917), југословенском документу који уз подршку Британије и Француске изражава потребу за политичким уједињењем Јужних Словена.

### Географија
Италијани су тврдили да природну географску границу Италије чине Јулијски и Динарски Алпи и да се због тога аустроугарско приморје налази унутар географске Италије.